# Komana
Komana is een dorp in het district North-West in Botswana. De plaats telt 232 inwoners (2011).